# CD-сингл
Сингл на компа́кт-ди́ску, або просто CD-сингл — сингл, записаний на звичайному компакт-диску (не плутати з міні-CD), який має менший обсяг. Цей формат був введений в середині 1980-х років, але не отримав місце на ринку до початку 1990-х років. З ростом завантажень пісень в 2000-х роках, продажу CD-синглів знизилися.
У комерційному випуску CD-синглу може поміщатися від двох до шести пісень, як і в міні-альбомі. Іноді в них знаходяться мікси однієї або декількох пісень, як на 12" вінілових платівках. Залежно від країни, можуть бути обмеження на кількість пісень та їх тривалість.

## Історія
Першим світовим CD-синглом стала пісня «Brothers in Arms» гурту «Dire Straits», випущена у Великій Британії в двох версіях. Перша версія була випущена під логотипом «Ті, що живуть у 85-му», а друга, на честь Австралійського туру, названа «Ті, що живуть у 86-му». Містять тільки чотири треки, вони дуже були обмежені тиражем. У 1987 році CD-сингли були вперше представлені в UK Singles Chart.
Міні-CD були створені для запису синглів в кінці 1980-х у США. Останнім часом міні-CD поширеніші в Європі. Вони використовувалися в 1990-х роках в американських компаніях звукозапису.
У кінці 1990-х років CD-сингли стали менш поширеними та часто надходили в невеликих видання. Через тиск на звукозаписні студії, в чартах деяких країн стали робити діаграми пісень, що дозволяють тільки на трансляцію альбому. У грудні 1998 року Billboard Hot 100 зробив зміну, після чого дуже небагато пісні були випущені у форматі одного компакт-диска в США. У цей час CD-сингли залишалися відносно популярними у Великій Британії та інших країнах. З появою продажу музики в Інтернеті, сингл значною мірою впав.
У Великій Британії компанія Woolworths Group, яка мала третину всього ринку продажів CD в країні, перестала продавати CD-сингли в серпні 2008 року, посилаючись на «остаточний занепад», після того як їх стрічки перейшли на завантаження музики з Інтернету .